# نادي خدمات خانيونس
نادي خدمات خانيونس: تأسس سنة 1952م، كان فريق النادي من أقوى فرق قطاع غزة على الإطلاق، وتميز بكثرة جماهيره وقوة أدائه، وعشقه الكروي الذي لا مثيل له، كان دائماً من المتقدمين في المراتب الأولى في لائحة الدوري والكأس، ومن أهم لاعبيه: مرسي الفقعاوي الذي كان يعد عميد كرة القدم الفلسطينية، وتميز بسرعة الحركة والمهارة التي لا مثيل لها، وكان من أهم هدافي الفريق.

## الهيئة الإدارية
| الاسم            | المركز       |
| ---------------- | ------------ |
| يوسف الصرصور     | رئيس النادي  |
| صبحي كلاب        | نائب الرئيس  |
| عماد الدين مقداد | أمين الصندوق |
| نبيل عواجة       | أمين السر    |
| صلاح أبو عبدو    | عضو          |
| رائد الشقرة      | عضو          |
| يوسف الدين سرور  | عضو          |

## قصة دوري 1987
كان متصدر الدوري خدمات خانيونس بعد 12 جولة فقط ولكن لم تستكمل.
والسبب هو الإنتفاضة الفلسطينية الأولى.

## أسماء اللاعبين
| الاسم           | المركز |
| --------------- | ------ |
| أسامة الرملاوي  | حارس   |
| نادي اللحام     | دفاع   |
| علي مقداد       | وسط    |
| حسن عرام        | وسط    |
| ماجد البجة      | وسط    |
| مهند الشيخ أحمد | وسط    |
| رزق قنن         | وسط    |
| سليم المغربي    | وسط    |
| وسام رزق        | وسط    |
| ياسر أبو غانم   | هجوم   |
| جلال العطار     | هجوم   |
| محمود البرغيثي  | هجوم   |
| محمود فحجان     | هجوم   |